# 沙河高教园站
沙河高教园站是一个位于中国北京市昌平区沙河地区南丰路，属于北京地铁昌平线的地铁车站。本站于2010年12月30日投入运营，远期规划为北京地铁19号线的终点站。

## 概述
车站位于北京市昌平区沙河地区沙河高教园区内，顺沙路与南丰路路口南侧。车站呈大致偏向西北–东南向布置。

## 结构
车站为高架车站，岛式站台设计。站台中部有2组通向站厅的扶梯。本站月台北端设有一条存车线。
| 3层  |                    | 昌平线 往昌平西山口 （南邵）     |  |  |
|      | 岛式站台，左侧开门 |                                  |  |  |
|      |                    | 昌平线 往蓟门桥 （沙河）         |  |  |
| 2层  | 昌平线站厅         | 客服中心、自动售票机、进出站闸机 |  |  |
| 地面 |                    | 出入口                           |  |  |

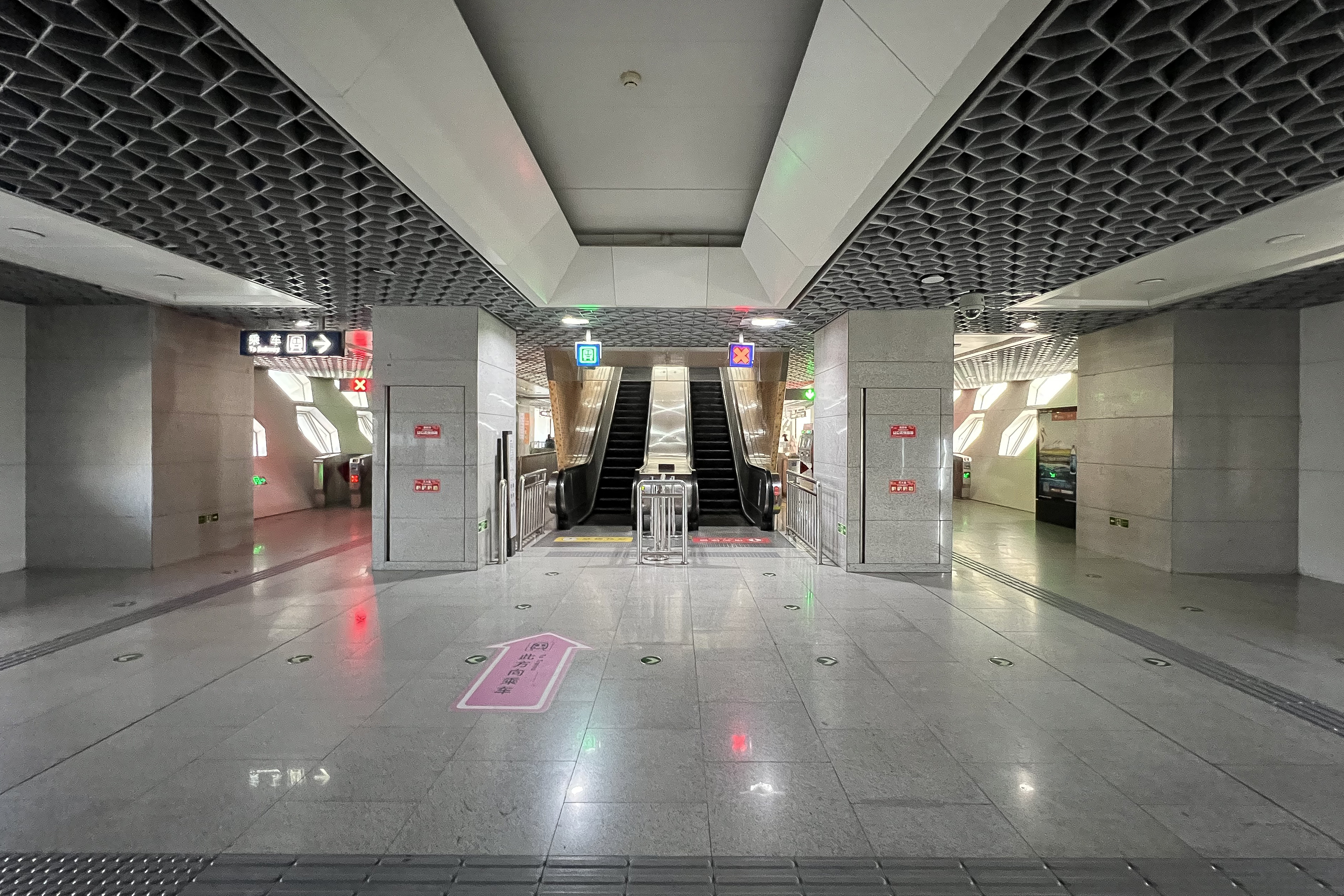
站厅付费区
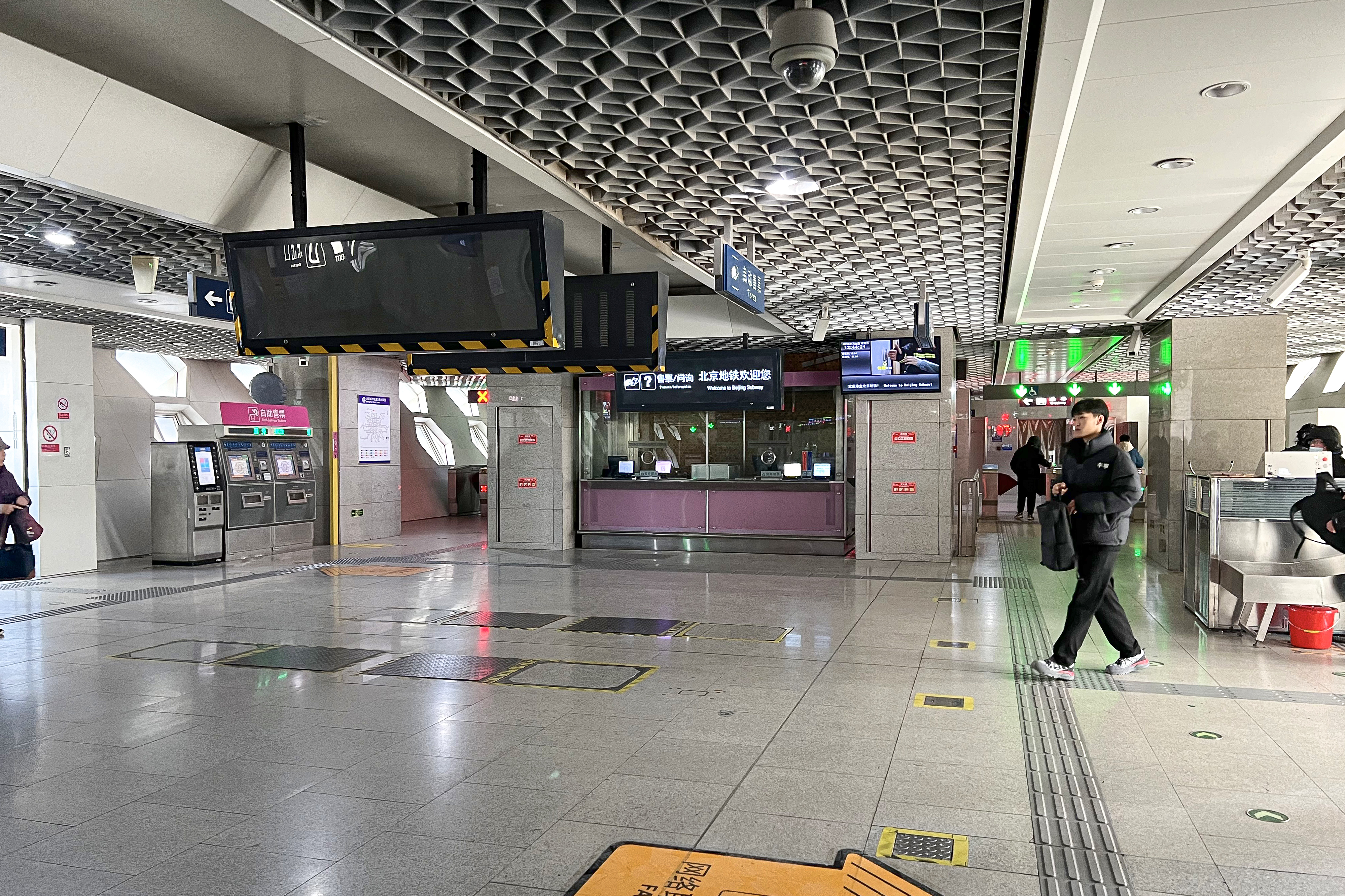
站厅非付费区
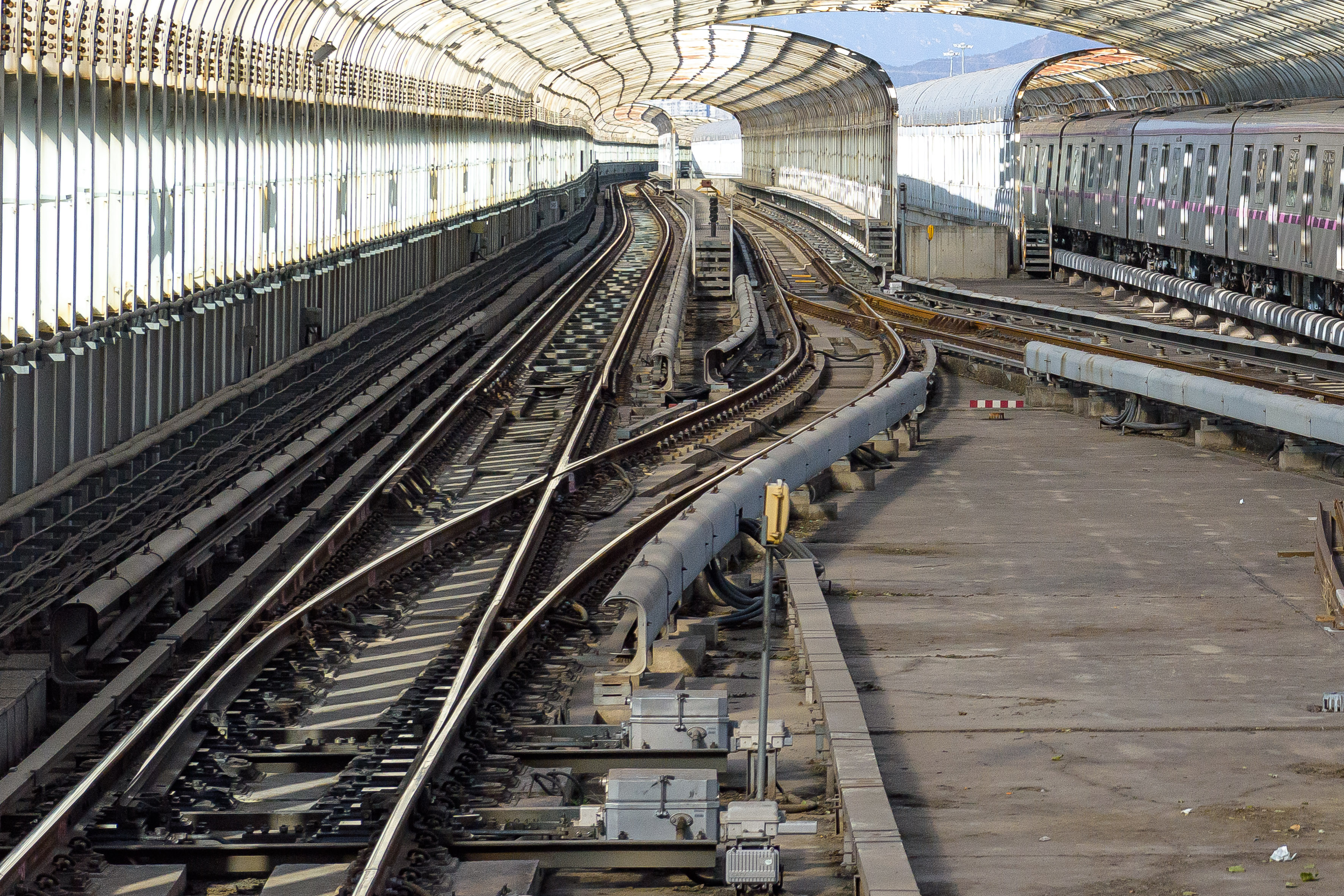
站场北侧的存车线

## 出入口
车站共有2个出入口：A口通向站厅西侧，B口通向东侧。每个出口分别布置了直梯（A1、B2）和扶梯（A2、B1）。
|                           |        |                  |      |            |
| 编号                      | 指示   | 建议前往的目的地 | 照片 | 无障碍设施 |
| 出口 · A · 1 · 升降机标志 | 南丰路 |                  |      |            |
| 出口 · A · 2              | 南丰路 |                  |      | 不適用     |
| 出口 · B · 1              | 南丰路 |                  |      | 不適用     |
| 出口 · B · 2 · 升降机标志 | 南丰路 |                  |      |            |
| 註： 設有                 |        |                  |      |            |

## 车站周边
- 中央财经大学沙河校区
- 北京师范大学沙河校区